# Feuerwehr in Rheinland-Pfalz
Die Feuerwehr in Rheinland-Pfalz umfasst die öffentlichen und nicht-öffentlichen Feuerwehren in Rheinland-Pfalz, ihre Aufgaben, Organisation, Ressourcen und Tätigkeiten. Gesetzliche Grundlage des Feuerwehrwesens ist das Landesgesetz über den Brandschutz, die allgemeine Hilfe und den Katastrophenschutz (Brand- und Katastrophenschutzgesetz – LBKG –), die für die öffentlichen Feuerwehren durch die Feuerwehrverordnung ergänzt wird.

## Aufgaben und Organisation

### Art und Zahl der Feuerwehren

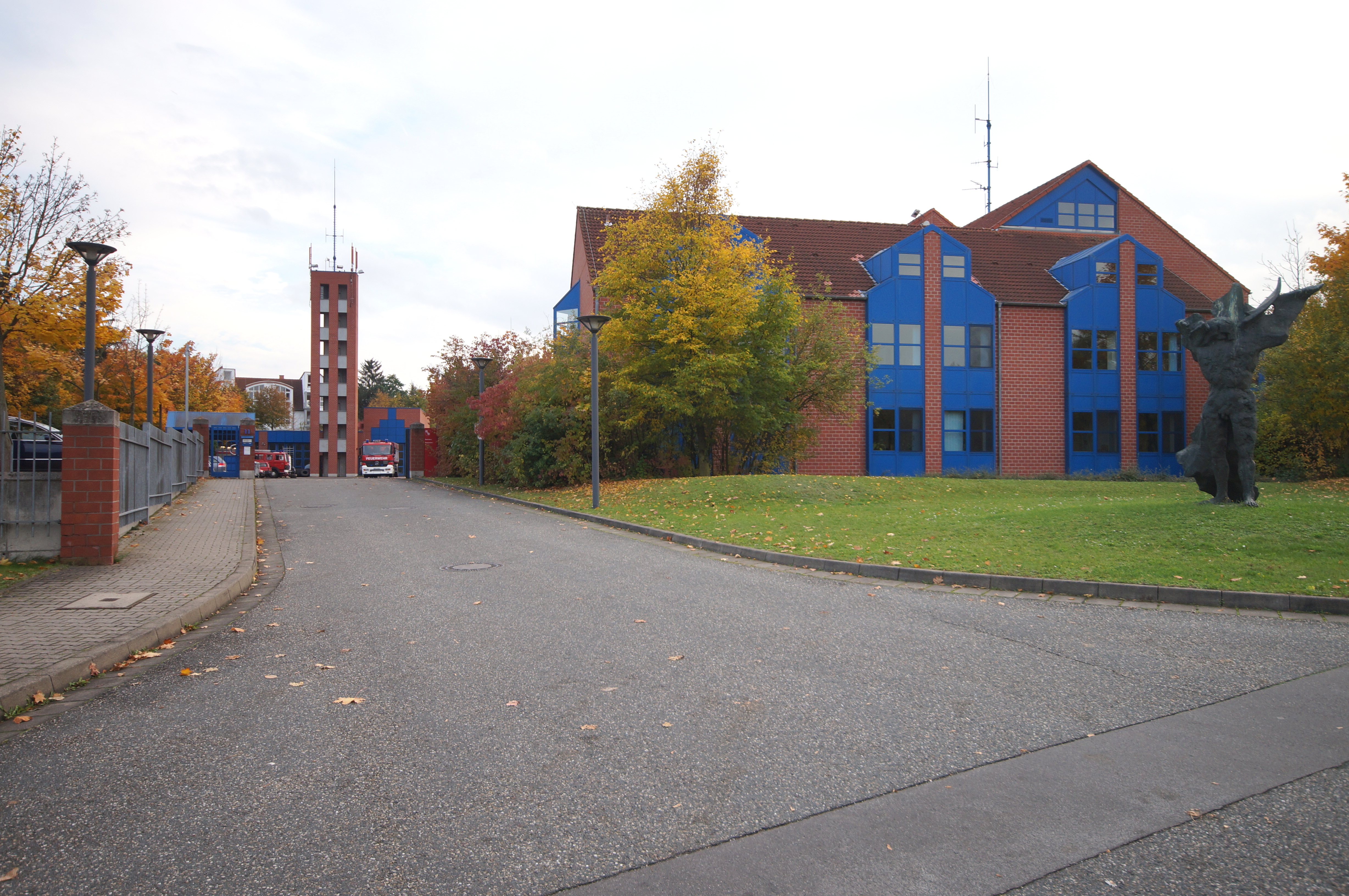
Feuerwache Berufsfeuerwehr Mainz, Feuerwache 1 (Mainz-Bretzenheim)

Das LBKG unterscheidet zwischen öffentlichen Feuerwehren (in der Form einer Berufsfeuerwehr (BF), Freiwilligen Feuerwehr (FF) oder Pflichtfeuerwehr (PF)) und den nicht-öffentlichen Feuerwehren, den Werkfeuerwehren (WF).
51.000 freiwillig-ehrenamtliche Einsatzkräfte verrichten in etwa 2.250 Freiwilligen Feuerwehren bei den kommunalen Aufgabenträgern des örtlichen Brandschutzes und der örtlichen allgemeinen Hilfe (Verbandsgemeinden, verbandsfreie Gemeinden, kreisangehörige Städte, kreisfreie Städte) ihren Dienst.
Die fünf Großstädte in Rheinland-Pfalz mit mehr als 90.000 Einwohnern müssen eine Berufsfeuerwehr unterhalten. Kleinere Städte können eine Berufsfeuerwehr aufstellen.
Die nachfolgenden rheinland-pfälzischen Großstädte müssen eine Berufsfeuerwehr unterhalten:
1. Mainz (Feuerwehr Mainz)
2. Ludwigshafen am Rhein (Feuerwehr Ludwigshafen)
3. Koblenz (Feuerwehr Koblenz)
4. Trier (Feuerwehr Trier)
5. Kaiserslautern (Feuerwehr Kaiserslautern)

Die Stadt Worms verfügt seit dem 8. Mai 2017 ebenfalls über eine Berufsfeuerwehr (Feuerwehr Worms).

### Arten und Zahl der Feuerwehreinsätze
Im Jahr 2018 rückten die rheinland-pfälzischen Feuerwehren zu 7.696 Bränden, 25.589 Technischen Hilfeleistungen und 5.540 Falschalarmen, sowie zu 15.026 medizinischen Notfällen aus.
Einer der größten Einsätze in der Nachkriegszeit geschah am 28. August 1988 auf der von den Vereinigten Staaten in Ramstein bei Kaiserslautern betriebenen Air Base während einer militärischen Flugschau, deren Besucherzahl auf 350.000 geschätzt wurde. Nach einer Kollision in der Luft stürzten drei Kunstflugmaschinen über der Air Base ab; eines der Flugzeuge rutschte brennend ins Publikum.
Das Unglück forderte nach offiziellen Angaben 70 Todesopfer – darunter ein ungeborenes Kind und ein drei Wochen später verstorbener US-Hubschrauberpilot – und etwa 1000 Verletzte. Es gehört zu den folgenschwersten Katastrophen dieser Art und hatte weitreichende Konsequenzen für die Organisation des Notfallrettungswesens, die Opfer- und Helfernachsorge sowie die Durchführung von Flugschauen in Deutschland.

### Zuständigkeiten
Nach dem rheinland-pfälzischen Brand- und Katastrophenschutzgesetz sind die Gemeinden für den Brandschutz und die allgemeine Hilfe in ihrem Gebiet verantwortlich.
Die Landkreise haben insbesondere dafür zu sorgen, dass Einheiten und Einrichtungen des Katastrophenschutzes, deren Aufgaben über den Aufgabenbereich der Feuerwehr hinausgehen, bereitstehen und über die erforderlichen baulichen Anlagen sowie die erforderliche Ausrüstung verfügen.
Das Land Rheinland-Pfalz hat insbesondere Alarm- und Einsatzpläne für die Umgebung kerntechnischer Anlagen, für sonstige Gefahr bringende Ereignisse, von denen Gefahren ausgehen können, die mehrere Landkreise oder kreisfreie Städte betreffen und zentrale Abwehrmaßnahmen erfordern, aufzustellen und fortzuschreiben.

### Feuerwehrverbände

#### Struktur
In den 24 Landkreisen und 12 kreisfreien Städten des Landes Rheinland-Pfalz gibt es 19 Kreisfeuerwehrverbände (KFV), sieben Stadtfeuerwehrverbände (StFV) und den Regionalverband Vorderpfalz, welchen die vier Regionen Koblenz, Trier, Rheinhessen-Nahe und Pfalz bilden. Spitzenverband der rheinland-pfälzischen Feuerwehren ist der Landesfeuerwehrverband Rheinland-Pfalz e. V. (LFV Rheinland-Pfalz) mit Sitz in Koblenz, der neben den Vertretungen der Freiwilligen Feuerwehren auch Gruppierungen der Berufsfeuerwehren (BF) und Werkfeuerwehren (WF) umfasst. Der LFV Rheinland-Pfalz ist Mitglied des Deutschen Feuerwehrverbandes (DFV) mit Sitz in Berlin.

#### Geschichte
Der Landesfeuerwehrverband Rheinland-Pfalz wurde vor dem Hintergrund der Bundesländergliederung in der Nachkriegszeit und nach jahrelangen Verhandlungen am 28. Oktober 1962 in Bad Kreuznach gegründet. Der am 27. Juli 1872 in Wiesbaden gegründete Nassauische Feuerwehrverband (NFV) war der Feuerwehrverband, der bis zur Gründung des LFV die rechtsrheinischen Feuerwehren des jetzigen Verbandsgebietes bündelte.

### Feuerwehrvereine
Im rheinland-pfälzischen Feuerwehrwesen bestehen in nahezu allen Feuerwehrstandorten neben einer öffentlich-rechtlichen Freiwilligen Feuerwehr (FF) auch Feuerwehrvereine. Wenngleich rechtlich ein Unterschied zwischen der öffentlichen Einrichtung Feuerwehr und dem Feuerwehrverein besteht, so sind diese meistens vor Ort eine Einheit. Neben der Aufgabe der Mitgliedergewinnung werden durch Durchführung von Veranstaltungen auch finanzielle Mittel erwirtschaftet, die auch der Ausrüstung der Feuerwehren unmittelbar zugutekommen können. Viele Feuerwehrvereine verstehen sich darüber hinaus auch als Kulturträger insbesondere bei der Brauchtumspflege. Die Vereine sind nach den vereinsrechtlichen Grundlagen des Bürgerlichen Gesetzbuches organisiert.

### Weitere Organisationen

#### Unfallversicherung
Zuständige Feuerwehr-Unfallkasse ist die Unfallkasse Rheinland-Pfalz (UK RLP) mit Sitz in Andernach. Hier sind rund 55.000 Feuerwehrangehörige versichert.

#### Feuerwehrmuseum

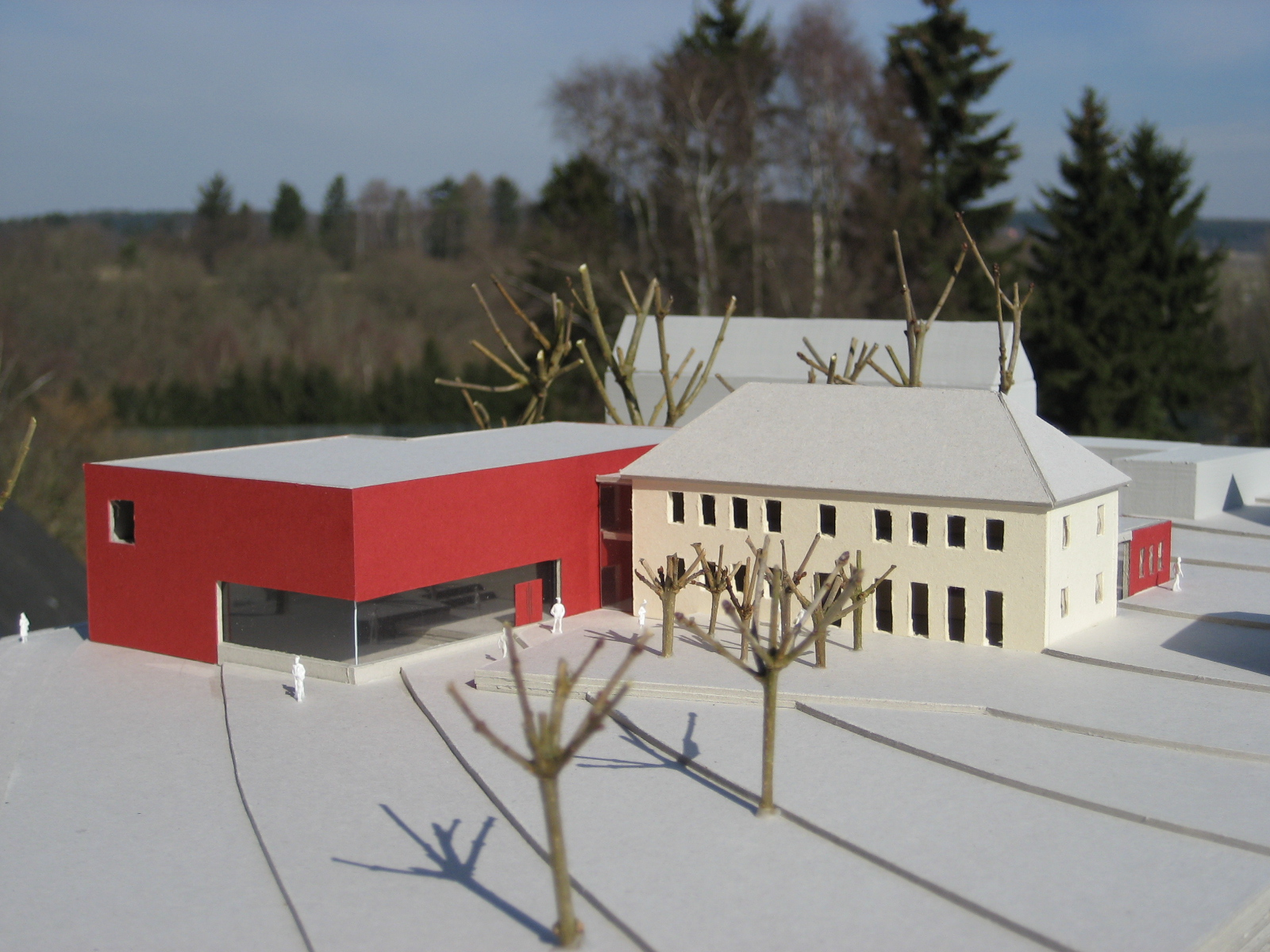
Modell des Rheinland-Pfälzischen Feuerwehrmuseums

In Rheinland-Pfalz ist in Hermeskeil der Sitz des Rheinland-Pfälzischen Feuerwehrmuseums.

## Feuerwehrangehörige
In Rheinland-Pfalz sind in etwa 2.250 Feuerwehren rund 51.000 aktive Feuerwehrangehörige registriert, der Frauenanteil betrug hierbei 5,9 %. Hinzu kommen etwa 800 Berufsfeuerwehrleute und 500 Werkfeuerwehrleute.

### Ausbildung
Die Ausbildung richtet sich im Grundsatz nach den gleichen Vorgaben wie in anderen Bundesländern nach der Feuerwehr-Dienstvorschrift 2.

#### Grundausbildung und weitere Ausbildung auf Kreisebene
Die Grundausbildung (Truppmannausbildung) und Truppführerausbildung sowie einige technische Lehrgänge (z. B. Maschinist, Sprechfunk, Atemschutzgeräteträger, Bootsführerlehrgang) können von den Landkreisen und kreisfreien Städten durchgeführt werden.

#### Landesfeuerwehrakademie
Die Feuerwehr- und Katastrophenschutzakademie Rheinland-Pfalz ist die Feuerwehrschule für das Land Rheinland-Pfalz. Hier werden jährlich etwa 6.000 Einsatzkräfte in rund 250 Veranstaltungen geschult.

### Dienstgrade
Die Dienstgrade werden nach erfolgter Ausbildung (erfolgreich besuchte Lehrgänge) vergeben. Die genauen Bestimmungen für die Freiwilligen Feuerwehren sind in der rheinland-pfälzischen Feuerwehrverordnung (FwVO) geregelt. Dienstgrade, die an eine bestimmte Funktion gebunden sind, bleiben erhalten, auch wenn die Funktion nicht mehr ausgeübt wird.

### Jugend- und Kinderfeuerwehr
Wesentliches Instrument der Nachwuchsgewinnung sind die Jugendfeuerwehren und die Kinderfeuerwehren (für Kinder ab 6 Jahre). In den rund 1.100 Jugendfeuerwehren sind 11.500 Jungen und Mädchen in der originären Jugendfeuerwehr aktiv. Interessenvertretung der Jugendfeuerwehren ist die Jugendfeuerwehr Rheinland-Pfalz im Landesfeuerwehrverband Rheinland-Pfalz.

## Technische Ressourcen

### Fahrzeuge
Im Jahr 2018 verfügten die rheinland-pfälzischen Feuerwehren über 2.223 Löschfahrzeuge, 156 Hubrettungsfahrzeuge, 312 Rüst- und Gerätewagen sowie 66 Schlauchwagen.

### Leitstellen und Alarmierung
Die Feuerwehreinsätze werden von integrierten Leitstellen koordiniert. Die Leitstellen alarmieren den Rettungsdienst, die Feuerwehr und Katastrophenschutzeinheiten.

### Kleidung und Kennzeichnung
Aussehen und Beschaffenheit der Einsatzkleidung (Schutzkleidung) und Dienstkleidung sind in der rheinland-pfälzischen Feuerwehrverordnung (FwVO) festgelegt.

#### Einsatzkleidung und Kennzeichnung
Die Beschaffenheit der Einsatzkleidung richtet sich im Wesentlichen nach den einschlägigen europäischen Normen. Die Schutzkleidung trägt keine Kennzeichnung des Dienstgrades, wohl aber der Funktion.

#### Dienstkleidung
Für die Dienstkleidung (Uniform) der erwachsenen Feuerwehrangehörigen sind eine Dienstjacke und Diensthose bzw. -rock mit Mütze bzw. Käppi festgelegt. Diese werden gemeinsam mit Hemd bzw. Bluse getragen. An der Dienstkleidung werden sowohl Dienstgradabzeichen als auch Funktionsabzeichen und Ehrenzeichen getragen.